# Woro (Titao)
Pour les articles homonymes, voir Woro.
Woro est une localité du Burkina Faso située dans le département de Titao, la province du Loroum et la région du Nord.

## Population
Lors du recensement de 2006, on y a dénombré 350 habitants. 